# Benoît Mandelbrot
Benoit B. Mandelbrot (Varšava, 20. studenog 1924. - Cambridge, Massachusetts, 14. listopada 2010.), bio je francuski matematičar poljskog podrjetla.
Benoit B. Mandelbrot bio je profesor matematike i vodeći znanstvenik na polju fraktalne geometrije. Iako je izmislio pojam fraktal, mnogi dijelovi iz Fraktalne geometrije prirode (The Fractal Geometry of Nature) već su prije opisani od strane drugih matematičara. Svejedno, sve su te teorije bile smatrane izoliranima, i neprirodnima s neintuitivnim svojstvima. Mandelbrot ih je uspio ujediniti u jedinstvenu teoriju. Također je inzistirao na upotrebi fraktala kao realnih i korisnih modela za mnoge prirodne fenomene uključujući oblik obala i rijeka, strukturu biljaka, krvnih žila i pluća; jata galaksija, Brownovo kretanje, cijene na burzi. Mandelbrot smatra kako su fraktali, u mnogočemu, intuitivniji i prirodniji, nego objekti tradicionalne euklidske geometrije. Kao što kaže u uvodu fraktalne geometrije prirode:
Clouds are not spheres, mountains are not cones, coastlines are not circles, and bark is not smooth, nor does lightning travel in a straight line.
Oblaci nisu sfere, planine nisu stošci, obale nisu krugovi, kora nije glatka, niti munja ne putuje ravnom linijom.

## Vanjske poveznice
- www.math.yale.edu/mandelbrot - službena stranica